# Systematic Paris-Region
 (juin 2015).
 (juin 2021).
Systematic Paris-Region est un pôle de compétitivité d'Île-de-France créé en 2005, consacré aux systèmes complexes et rassemblant plus de 750 acteurs. Identifié comme « pôle à vocation internationale », il a pour finalité de faire de l’Ile-de-France l’un des quelques territoires visibles au niveau mondial sur le thème de la conception, de la réalisation et de la maîtrise des systèmes complexes. Autrement dit, à terme, le Plateau Paris-Saclay doit devenir un « Silicon Valley à la française ». Dans cette optique, le Pôle est à la fois une « usine à innovations technologiques » par le biais des projets de R&D et un cluster d’innovation ancré sur le territoire francilien.

## Le Programme d'Accompagnement destiné au Développement des Entreprises
Ce Programme du Pôle Systematic Paris-Region accompagne les PME franciliennes innovantes, à fort potentiel de croissance, qui évoluent dans les domaines technologiques du logiciel, des systèmes, de l’électronique et de l’optique. Structuré en cinq leviers de développement[source insuffisante] (Business, International, Stratégie de développement, Financement, Ressources Humaines), le programme déploie une douzaine d’actions en faveur de l’écosystème. Les actions constituant ce programme sont soutenues par l’Union Européenne (FSE, FEDER), l’Etat (Préfecture de la Région Ile-de-France, DIRECCTE Ile-de-France) et la Région Ile-de-France.
Depuis 2008, le Programme organise chaque année une Journée Ambition PME dédiée aux PME innovantes et à tous les acteurs innovants partageant les enjeux de développement de la filière Logiciel, Systèmes, Electronique & Optique (TPE, PME, ETI, chercheurs, investisseurs privés, représentants de grands groupes, etc.). Cette Journée est également l’occasion de remettre leurs diplômes aux Champions du Pôle Systematic.
Depuis 2011, ce sont plus de 50 Champions qui ont été primés :
- 2011 : Alter Way ; Balyo ; Dictao ; ESI Group ; Esterel Technologies ; HGH Systèmes Infrarouges ; Open Wide ; Spring Technologies ; Systar ; Transatel ; Wallix
- 2012 : 6Wind ; Boostedge ; IP-Label ; Linagora ; IDnomic ; Smile
- 2013 : Bluelinea ; Genymobile ; Ijenko ; Maintag ; OVH ; Silkan ; Zenika
- 2014 : Arkamys ; eNovance ; Oledcomm ; Srett ; Sunpartner ; Voluntis
- 2015 : Cedexis ; Denyall ; Dosisoft ; Enyx ; Ippon Technologies ; Softeam ; Splio
- 2016 : Geoconcept ; Luceor ; Magillem ; Oodrive ; Olfeo ; Theodo
- 2017 : Sensiolabs ; Lemon Way ; FraudBuster ; Celeste ; ART-Fi[5]
- 2018 : BioSerenity ; CybelAngel ; Evolucare ; InterCloud ; OpenDataSoft ; Sequans[6][source secondaire nécessaire]
- 2020 : Amarisoft ; Centreon ; Dataiku ; Deveryware ; Oxand[7][source secondaire nécessaire]
- 2021 : Adacore ; EcoMundo ; Imagine Optic ; Qarnot ; Tehtris[8],[9]
- 2022 : Axelor ; Axem ; Damae Medical ; Mediane Systeme ; Secure IC[10].